# 베냐민 베를라
베냐민 베를라(독일어: Benjamin Behrla, 1985년 8월 31일~)는 독일의 전직 유도 선수이다. 2012년 하계 올림픽에서 남자 하프헤비급 동메달을 획득했으며 유럽 선수권 대회에서 동메달 2개를 획득했다.